# Marmaduke Wyvill
Marmaduke Wyvill est un joueur d'échecs et un homme politique anglais né en 1814 ou le 22 décembre 1815 à Constable Burton dans le Yorkshire et mort le 25 juin 1896 à Bournemouth.

## Joueur d'échecs
Marmaduke Wyvill finit deuxième du premier tournoi international d'échecs moderne, le tournoi d'échecs de Londres 1851. Il battit Edward Löwe au premier tour, Hugh Kennedy en quart de finale, Elijah Williams en demi-finale (4 à 3)  et perdit en finale contre Adolf Anderssen (2 à 4 et une partie nulle).

## Membre du parlement
En 1851, Marmaduke Wyvill était membre du Parlement, élu en 1847, représentant de Richmond (Yorkshire du Nord). Il garda le siège jusqu'en 1868 avec une interruption de deux années. Il fut un des membres du comité d'organisation du tournoi d'échecs de Londres 1883.